# أبدار (سهند أباد)
أبدار (بالفارسية: آبدار) هي منطقة سكنية تقع في إيران في قسم سهند أباد الريفي. يقدر عدد سكانها بـ 68 نسمة .